# Stade Français (piłka nożna)
Stade Français Football – francuski klub piłkarskim z siedzibą w Paryżu.

## Historia
Stade Français Football został założony w 1883 w Paryżu jako Omnisports. W 1888 w klubie powstała sekcja piłkarska. W 1900 klub po raz pierwszy przyjął nazwę Stade Français. W 1942 uzyskał po raz pierwszy status profesjonalny, przy okazji zmieniając nazwę na Stade-CAP. W 1928 Stade Français zdobył mistrzostwo Francji. W latach 1943–1948 klub nazywał się kolejno: Stade Français, Stade-Capitale i ponownie Stade Français.
W 1946 klub po raz pierwszy historii awansował do Première Division. W inauguracyjnym sezonie klub zajął wysokie piąte miejsce. Grającym trenerem Stade Français był wówczas słynny później Helenio Herrera. W 1948 klub połączył się z innym paryskim klubem Red Star przyjmując nazwę Stade Français-Red Star. W 1951 klub spadł z Premiere Division, jednak po roku powrócił do niej na jeden sezon.
W 1959 klub po raz trzeci awansował do francuskiej ekstraklasy i występował w niej do 1967. W 1964 klub wystartował w Pucharze Miast Targowych. W I rundzie Stade Français wyeliminowało hiszpański Real Betis (1-1 w Sevilli i 2-0 u siebie). W II Stade Français został wyeliminowany przez Juventus F.C. (0-0 w Paryżu i 0-1 w Turynie). W następnym roku Stade Français wystąpił ponownie w Pucharze Miast Targowych, jednak został wyeliminowany w I rundzie przez FC Porto (0-0 u siebie i 0-1 na wyjeździe).
Po spadku do II ligi w 1967 klub stracił status profesjonalny. W 1981 klub odzyskał status profesjonalny, jednak w 1985 ponownie go stracił. W tych samych latach klub występował w Division 2. We wrześniu 1985 klub rozwiązał drużynę seniorów. W 2009 klub reaktywował drużynę seniorów. Obecnie występuje w lokalnej lidze – Hauts-de-Seine Division 4, która jest czternastą klasą rozgrywkową.

## Sukcesy
- mistrzostwo Francji: 1928.
- 15 sezonów w Division 1: 1946–1951, 1952–1954, 1959–1967.
- półfinał Pucharu Francji (5): 1926, 1927, 1946, 1947, 1965.
- mistrzostwo Division 2: 1952.
- mistrzostwo Division 3: 1981.

## Znani piłkarze w klubie
| - Georges Carnus - Edmond Delfour - André Lerond - Henri Skiba - Alfred Aston - Henri Guérin - Raymond Bellot - Helenio Herrera - Larbi Ben Barek | - Simon Zimny - Kazimir Hnatow - Philippe Gondet - Dominique Colonna - István Nyers - Kees Rijvers - Miloš Milutinović - Zbigniew Gut |

## Trenerzy
- Helenio Herrera (1945-48)
- Edmond Delfour (1952-53)

## Sezony wLigue 1
| Sezon   | Uzyskane Miejsce |
| ------- | ---------------- |
| 1946-47 | 5                |
| 1947-48 | 5                |
| 1948-49 | 10               |
| 1949-50 | 16               |
| 1950-51 | 18 (spadek)      |
| 1952-53 | 9                |
| 1953-54 | 16 (spadek)      |
| 1959-60 | 14               |
| 1960-61 | 16               |
| 1961-62 | 10               |
| 1962-63 | 15               |
| 1963-64 | 15               |
| 1964-65 | 15               |
| 1965-66 | 15               |
| 1966-67 | 20 (spadek)      |

## Europejskie puchary
Legenda do wszystkich tabel:
- Q – runda eliminacyjna, 1/16, 1/8, 1/4, 1/2 – odpowiednia faza rozgrywek, Grupa – runda grupowa, 1r gr – pierwsza runda grupowa, 2r gr – druga runda grupowa, F – finał, R – runda, PO – play-off
- k. – rzuty karne, los. – losowanie, Dogr. – dogrywka, w. – zasada bramek strzelonych na wyjeździe

| Sezon   | Rozgrywki              | Runda | Przeciwnik    | Dom | Wyjazd | Ogólnie |
| ------- | ---------------------- | ----- | ------------- | --- | ------ | ------- |
| 1964/65 | Puchar Miast Targowych | 1R    | Real Betis    | 2–0 | 1–1    | 3–1     |
| 1964/65 | Puchar Miast Targowych | 2R    | Juventus F.C. | 0–0 | 0–1    | 0–1     |
| 1965/66 | Puchar Miast Targowych | 1R    | FC Porto      | 0–0 | 0–1    | 0–1     |